# Brad Chartrand
Brad Chartrand (* 14. Dezember 1974 in Winnipeg, Manitoba) ist ein ehemaliger kanadischer Eishockeyspieler, der im Verlauf seiner aktiven Karriere zwischen 1992 und 2004 unter anderem 226 Spiele für die Los Angeles Kings in der National Hockey League (NHL) auf der Position des rechten Flügelstürmers bestritten hat.

## Karriere
Chartrand spielte bis 1991 zunächst bei unterklassigen Juniorenteams in seiner Geburtsstadt Winnipeg und wechselte daraufhin für eine Saison in die Manitoba Junior Hockey League (MJHL), wo der Stürmer für die St. James Canadians auflief, mit denen er in der Spielzeit 1991/92 die Finalserie um den Turnbull Cup der MJHL erreichte. Anschließend zog es den Kanadier für die Fortsetzung seiner Ausbildung an die Cornell University im US-Bundesstaat New York. In den folgenden vier Jahren ging er dort seinem Studium nach und lief parallel für die Universitätsmannschaft, die Big Red, in der ECAC Hockey, einer Division im Spielbetrieb der National Collegiate Athletic Association (NCAA), auf. In seinem vierten und letzten Jahr führte Chartrand die Mannschaft im Frühjahr 1996 als Kapitän und mit 43 Scorerpunkten in 34 Einsätzen zum Gewinn der Divisionsmeisterschaft. Darüber hinaus wurde er als bester Defensivstürmer der ECAC ausgezeichnet. Im NHL Entry Draft blieb der Angreifer von den Franchises der National Hockey League (NHL) jedoch unberücksichtigt.
Um sich einer breiten Basis doch noch für ein Profiengagement zu empfehlen, ließ sich Chartrand vor der Saison 1996/97 vom kanadischen Eishockeyverband Hockey Canada rekrutieren. Mit der Mannschaft, dem sogenannten Team Canada, tourte der Offensivspieler in den folgenden zwei Jahren unter anderem durch Europa. Ebenso nahm er mit der Auswahl am traditionsreichen Spengler Cup teil, den er im Jahr 1997 mit den Ahornblättern gewann. Zudem feierte er im Verlauf der Saison 1997/98 beim SC Rapperswil-Jona aus der Schweizer Nationalliga A (NLA) sein Profidebüt in einer Vereinsmannschaft. Durch seine Leistungen mit der kanadischen Landesauswahl erhielt Chartrand zur Spielzeit 1998/99 schließlich das lang erhoffte Vertragsangebot aus Nordamerika, wo er für die St. John’s Maple Leafs in der American Hockey League (AHL).
Seine dortigen Leistungen mit 32 Punkten aus 69 Spielen führten im Juli 1999 zu einem Angebot der Los Angeles Kings aus der NHL. In seinem NHL-Rookiejahr kam Chartrand auf 54 Einsätze für die Kings, absolvierte aber auch Partien für deren Farmteams, die Long Beach Ice Dogs aus der International Hockey League (IHL) und die Lowell Lock Monsters aus der AHL. Bei den Lock Monsters verbrachte der Flügelstürmer auch den Großteil der Saison 2000/01, ehe er sich im folgenden Übergangsjahr wieder für einen dauerhaften Kaderplatz bei den LA Kings ab der Spielzeit 2002/03 empfahl. Nach der Saison 2003/04 beendete Chartrand im Alter von 29 Jahren seine aktive Karriere.

## Erfolge und Auszeichnungen
- 1996 Whitelaw-Cup-Gewinn mit der Cornell University
- 1996 ECAC Best Defensive Forward
- 1997 Spengler-Cup-Gewinn mit dem Team Canada

## Karrierestatistik
(Legende zur Spielerstatistik: Sp oder GP = absolvierte Spiele; T oder G = erzielte Tore; V oder A = erzielte Assists; Pkt oder Pts = erzielte Scorerpunkte; SM oder PIM = erhaltene Strafminuten; +/− = Plus/Minus-Bilanz; PP = erzielte Überzahltore; SH = erzielte Unterzahltore; GW = erzielte Siegtore; 1 Play-downs/Relegation; Kursiv: Statistik nicht vollständig)